# Józefów (Lisków)
Pour les articles homonymes, voir Józefów.
Józefów est une localité polonaise de la gmina de Lisków, située dans le powiat de Kalisz en voïvodie de Grande-Pologne.